# 弗拉特羅克鎮區 (印地安納州巴塞洛繆縣)
弗拉特羅克鎮區（英語：Flat Rock Township）是位於美國印地安納州巴塞洛繆縣的一個行政鎮區。

## 地方資料
根據2010年美國人口普查的數據，弗拉特羅克鎮區的面積為80.50平方千米，當中陸地面積為80.50平方千米，而水域面積為0.00平方千米。當地共有人口1574人，而人口密度為每平方千米19.55人。